# UCI World Ranking 2010
UCI World Ranking 2010 – druga edycja rankingu szosowych wyścigów kolarskich o najwyższej randze w klasyfikacji UCI, który zastąpił część rankingową rozgrywanego od 2005 cyklu UCI ProTour. Seria rozpoczęła się 19 stycznia w Australii wyścigiem Tour Down Under, a zakończyła 16 października włoskim Giro di Lombardia. Tour de Pologne – najważniejszy wyścig kolarski w Polsce, także znalazł się w programie.
W kalendarzu na sezon 2010 figurowało 26 wyścigów (13 wieloetapowych i 13 jednodniowych). 

## Klasyfikacje końcowe

### Klasyfikacja indywidualna
| M-ce | Imię i nazwisko   | Kraj              | Drużyna            | Pkt |
| ---- | ----------------- | ----------------- | ------------------ | --- |
| 1.   | Joaquim Rodríguez | Hiszpania         | Katusha Team       | 561 |
| 2    | Philippe Gilbert  | Belgia            | Omega Pharma-Lotto | 437 |
| 3    | Luis León Sánchez | Hiszpania         | Caisse d'Epargne   | 413 |
| 4    | Cadel Evans       | Australia         | BMC Racing Team    | 390 |
| 5    | Vincenzo Nibali   | Włochy            | Liquigas-Doimo     | 390 |
| 6    | Robert Gesink     | Holandia          | Rabobank           | 379 |
| 7    | Ryder Hesjedal    | Kanada            | Garmin-Transitions | 317 |
| 8    | Samuel Sánchez    | Hiszpania         | Euskaltel-Euskadi  | 311 |
| 9    | Andy Schleck      | Luksemburg        | Team Saxo Bank     | 308 |
| 10   | Tyler Farrar      | Stany Zjednoczone | Garmin-Transitions | 306 |

### Klasyfikacja drużynowa
| M-ce | Drużyna            | Pkt  |
| ---- | ------------------ | ---- |
| 1.   | Team Saxo Bank     | 1055 |
| 2    | Liquigas-Doimo     | 1006 |
| 3    | Rabobank           | 946  |
| 4    | Katusha Team       | 910  |
| 5    | HTC-Team Columbia  | 855  |
| 6    | Garmin-Transitions | 849  |
| 7    | Omega Pharma-Lotto | 784  |
| 8    | Astana Pro Team    | 768  |
| 9    | Caisse d'Epargne   | 721  |
| 10   | BMC Racing Team    | 661  |

### Klasyfikacja krajów
| M-ce | Kraj              | Pkt  |
| ---- | ----------------- | ---- |
| 1.   | Hiszpania         | 1716 |
| 2    | Włochy            | 1201 |
| 3    | Belgia            | 992  |
| 4    | Australia         | 850  |
| 5    | Stany Zjednoczone | 773  |
| 6    | Holandia          | 653  |
| 7    | Niemcy            | 551  |
| 8    | Luksemburg        | 538  |
| 9    | Rosja             | 483  |
| 10   | Norwegia          | 441  |